# Кіров Микола Іванович
Микола Іванович Кіров (рос. Николай Иванович Киров, 22 листопада 1957) — радянський легкоатлет, олімпійський медаліст.

## Виступи на Олімпіадах
| Олімпіада   | Дисципліна        | Місце |
| ----------- | ----------------- | ----- |
| Москва 1980 | біг на 800 метрів | 3     |